# Kvarnsjön (Västerfärnebo socken, Västmanland)
Kvarnsjön är en sjö i Sala kommun i Västmanland och ingår i Norrströms huvudavrinningsområde.